# العلاقات البليزية الفنزويلية
العلاقات البليزية الفنزويلية هي العلاقات الثنائية التي تجمع بين بليز وفنزويلا.

## مقارنة بين البلدين
هذه مقارنة عامة ومرجعية للدولتين:
| وجه المقارنة                                              | بليز         | فنزويلا                                  |
| --------------------------------------------------------- | ------------ | ---------------------------------------- |
| المساحة (كم2)                                             | 22.97 ألف    | 916.45 ألف                               |
| عدد السكان (نسمة)                                         | 374.68 ألف   | 28.87 مليون                              |
| الكثافة السكانية (ن./كم²)                                 | 16.31        | 31.5                                     |
| العاصمة                                                   | بلموبان      | كاراكاس                                  |
| اللغة الرسمية                                             | لغة إنجليزية | اللغة الإسبانية، لغة الإشارة الفنزويلية ‏ |
| العملة                                                    | دولار بليزي  | بوليفار فنزويلي                          |
| الناتج المحلي الإجمالي (بليون دولار)                      | 1.84 مليار   | 482.36 مليار                             |
| الناتج المحلي الإجمالي (تعادل القوة الشرائية) بليون دولار | 3.05 مليار   |                                          |
| الناتج المحلي الإجمالي الاسمي للفرد دولار أمريكي          | 4.88 ألف     |                                          |
| الناتج المحلي الإجمالي للفرد دولار أمريكي                 | 8.42 ألف     |                                          |
| مؤشر التنمية البشرية                                      | 0.715        | 0.762                                    |
| رمز المكالمات الدولي                                      | +501         | +58                                      |
| رمز الإنترنت                                              | .bz          | .ve                                      |
| المنطقة الزمنية                                           | 00           | 00                                       |

## منظمات دولية مشتركة
يشترك البلدان في عضوية مجموعة من المنظمات الدولية، منها:
| علم المنظمة | اسم المنظمة                                                          | تاريخ انضمام بليز | تاريخ انضمام فنزويلا |
| ----------- | -------------------------------------------------------------------- | ----------------- | -------------------- |
|             | الاتحاد البريدي العالمي                                              | ?                 | ?                    |
|             | البنك الدولي للإنشاء والتعمير                                        | 19 مارس 1982      | 30 ديسمبر 1946       |
|             | منظمة التجارة العالمية                                               | ?                 | ?                    |
|             | يونسكو                                                               | 10 مايو 1982      | 25 نوفمبر 1946       |
|             | وكالة ضمان الاستثمار متعدد الأطراف                                   | 29 يونيو 1992     | 9 مايو 1994          |
|             | منظمة حظر الأسلحة الكيميائية                                         | ?                 | ?                    |
|             | منظمة الشرطة الجنائية الدولية                                        | ?                 | ?                    |
|             | مؤسسة التمويل الدولية                                                | 19 مارس 1982      | 28 ديسمبر 1956       |
|             | الأمم المتحدة                                                        | 25 سبتمبر 1981    | 15 نوفمبر 1945       |
|             | بنك التنمية الكاريبي ‏                                                | ?                 | ?                    |
|             | الاتحاد الدولي للاتصالات                                             | 16 ديسمبر 1981    | 13 أغسطس 1920        |
|             | وكالة حظر الأسلحة النووية في أمريكا اللاتينية ومنطقة البحر الكاريبي ‏ | ?                 | ?                    |

## وصلات خارجية
- موقع وزارة الخارجية البليزية
- موقع وزارة الخارجية الفنزويلية